# ربیع جهانشاهی
میرزا ربیع مصدق‌الملک (۱۲۶۱ تبریز - خرداد ۱۳۲۲) با نام خانوادگی جهانشاهی، قاضی و قانونگذار دوران قاجار و پهلوی بود.
فرزند قوام‌العلماء از روحانیون تبریز بود و تحصیلاتش خودش نیز مانند پدر در علوم دینی بود. در زادگاهش تحصیل کرد و در همین شهر به استخدام عدلیه درآمد و تا ریاست استیناف تبریز پیش رفت. در انتخابات دوره پنجم مجلس شورای ملی که در آذر ۱۳۰۲ در تبریز برگزار شد برای نخستین بار به نمایندگی رسید و تا دوره سیزدهم کرسی نمایندگی خود را حفظ کرد. در همین دوره سیزدهم نیز در اواخر خرداد ۱۳۲۲ درگذشت.